# Dicranomyia (Dicranomyia) incompta
Dicranomyia (Dicranomyia) incompta is een tweevleugelige uit de familie steltmuggen (Limoniidae). De soort komt voor in het Australaziatisch gebied.